# Marcel Jaradin
Marcel Jaradin, né le 21 mars 1950 à Charleroi (province de Hainaut), est un auteur de bande dessinée réaliste belge.

## Biographie
Marcel Jaradin naît le 21 mars 1950 à Charleroi. Il étudie l'architecture à l'Institut Saint-Luc de Mons. Il participe au premier journal de la section artistique de cet établissement : Le Bichard. Au début des années 1970, il est l'assistant de William Vance sur les décors de Bruno Brazil et Bob Morane,. Par la suite, il commence à travailler pour Albert Weinberg. 
Puis, il trouve un emploi dans le domaine de la construction, où il peut mettre à profit sa formation en architecture. Il rencontre Delaney en 1984. Ensemble, ils démarrent un projet de bande dessinée aux Éditions du Miroir. En raison des fortes similitudes avec la série XIII récemment commencée, le projet est annulé. Ensuite, ils créent la série Alexe chez le même éditeur. Cette héroïne vit des aventures mêlant suspens et espionnage, le tout sur fond d’intrigues politico-financières. La série est d'abord apparue dans les magazines du groupe Vers l'Avenir, puis publiés en albums. Lorsque l'éditeur Alpen Publishers arrête la série, Jaradin assiste Magda sur les décors de la série Charly pour les troisième et quatrième épisodes. En 1994, la série Alexe est relancée aux éditions Claude Lefrancq et Jaradin s'associe au scénariste Michel Oleffe pour entamer le récit Opération Nemo en 1996.
Par la suite, Marcel Jaradin poursuit ses missions au sein d'IGRETEC.

## Œuvres

### Albums de bande dessinée

#### comme dessinateur

##### Alexe
- 1. L'Imprévu[6], Éditions du Miroir, Louvain-la-Neuve, 1986
Scénario : Delaney - Dessin : Marcel Jaradin - Couleurs : Janet Gale,réédition aux éditions Alpen Publishers en mai 1986 (ISBN 2-88302-028-0)
- 2. Le Souffle du dragon, Alpen Publishers, Jussy, avril 1990
Scénario : Delaney - Dessin : Marcel Jaradin - Couleurs : Béatrice Monnoyer -  (ISBN 2-88302-029-9),réédition coll. « BDévasion » aux éditions Claude Lefrancq en août 1995 (ISBN 2-87153-221-4)
- 3. Kay Siang, Claude Lefrancq, coll. « BDévasion », Bruxelles, août 1995
Scénario et dessin : Marcel Jaradin - Couleurs : Cécile Vergult -  (ISBN 2-87153-222-2)
- 4. Opération Nemo, Claude Lefrancq, coll. « BDévasion », Bruxelles, novembre 1996
Scénario : Michel Oleffe - Dessin : Marcel Jaradin - Couleurs : Cécile Vergult -  (ISBN 2-87153-384-9)

#### comme assistant
Bruno Brazil
- 6. Sarabande à Sacramento, Dargaud, Paris, 4e trimestre 1974
Scénario : Michel Greg - Dessin : William Vance - Couleurs : Petra,Décors : Felicísimo Coria et Marcel Jaradin.

Charly
- 3. Le Réveil, Dupuis, coll. « Repérages », Marcinelle, 1993
Scénario : Denis Lapière - Dessin : Magda - Couleurs : Cerise - (ISBN 2-8001-2008-8),Décors : Marcel Jaradin
- 4. Le Piège, Dupuis, coll. « Repérages », Marcinelle, 1994
Scénario : Denis Lapière - Dessin : Magda - Couleurs : Cerise - (ISBN 2-8001-2133-5),Décors : Marcel Jaradin

### Para-BD
À l'occasion, Marcel Jaradin réalise des ex-libris et des posters.

#### Livres
- Jean Pirotte (dir.) et Luc Courtois, Du régional à l'universel. : L'imaginaire wallon dans la bande dessinée., Louvain-la-Neuve, Fondation wallonne Pierre-Marie et Jean-François Humblet, 1999, 310 p. (ISBN 978-2-9600072-3-7 et 2960007239, OCLC 1075833932), p. 233 lire sur Google Livres.
- Philippe Mellot, Michel Denni, Laurent Turpin et Isabelle Morzadec, Trésors de la bande dessinée : BDM 2023-2024 - Catalogue encyclopédique et Argus, Paris, Les Arènes, novembre 2022, 23e éd., 1677 p., ill. ; 23 cm (ISBN 9791037507280, OCLC 1351462460, présentation en ligne), p. 47. .